# Mother (Luna Sea)
| Recensione | Giudizio |
| ---------- | -------- |
| Discogs    |          |

Mother è il quarto album in studio della band giapponese Luna Sea, pubblicato il 26 ottobre 1994 dalla MCA.

## Tracce
1. Loveless – 5:36
2. Rosier – 5:25
3. Face to Face – 4:45
4. Civilize – 3:25
5. Genesis of Mind ～夢の彼方へ～ – 8:12
6. Aurore – 4:44
7. In Future – 4:16
8. Fake – 3:12
9. True Blue – 3:47
10. Mother – 5:18